# Rutilus kutum
Rutilus kutum är en fiskart som först beskrevs av Kamensky, 1901.  Rutilus kutum ingår i släktet Rutilus och familjen karpfiskar. Inga underarter finns listade i Catalogue of Life.